# 丹野未結
丹野 未結（たんの みゆ、1990年8月15日 - ）は、日本の女優。帝京大学文学部心理学科卒業。東京都板橋区出身。元ライジングプロダクション→現在フリー。身長163cm、血液型はA型。

## 概要
東京都板橋区生まれ。幼少時代からクラシックバレエを習う。2003年に帝京中学校入学、2006年に帝京高校進学後、チアリーディング部に所属。サッカー部、硬式野球部など様々な部活動を応援。2010年、帝京大学ミスコンテスト準グランプリ受賞。芸能界デビュー。
テレビ、映画、舞台と幅広い活動を行う演技派・個性派女優の1人。

## 出演

### 映画
- 新宿ミッドナイトベイビー（2016年1月9日公開） - 根本 役
- 篠原哲雄監督プロデュース～風の中、転がる石（2016年10月28日公開） - ヒロイン・桜  役
- 交錯（2019年10月公開） - 主演・丹沢令奈 役
- 光を追いかけて（2021年10月1日公開） - 加賀屋悦子 役

### テレビドラマ
- S -最後の警官-（TBSテレビ、2014年1月クール）
- 谷グチ夫妻（NHK Eテレ、2015年5月2日） -  吉田ねね 役
- ようこそ、わが家へ（フジテレビ、2015年4月クール）
- リスクの神様（フジテレビ、2015年7月クール）
- 家族ノカタチ（TBSテレビ、2016年1月クール） - 高倉  役[2]
- せいせいするほど、愛してる（TBSテレビ、2016年7月クール）
- IQ246（TBSテレビ、2016年10月クール） - 岩村加奈 役
- 野武士のグルメ（NETFLIX、2017年3月）
- 勝利の法廷式（日本テレビ、2023年4月） - 新婦向井 役

### 舞台
- GS～近松商店（新歌舞伎座、2015年9月27日～10月14日） - 美雨 役[3]
- Living of the Dead（新宿スターフィールド、2018年2月28日～3月4日） - 鹿羽愛子 役
- 12人の怒れる人たち（シアター風姿花伝、2019年2月6日～2月11日） - 2号 役
- 「M」By The Cooch（シアターブラッツ、2019年7月12日～7月15日） -  マーガレット・ケイナ 役

### CM
- Google Web 「富士乃湯」編（2018年11月）
- かんぽ生命 教材 DVD「郵便局への営業支援」（2018年12月）
- コミュファ光

### モデル
- 五輪召集活動カウントダウンモデル（2013年7月）
- 原宿東郷記念館  ウェディングモデル（2014年3月～2015年6月）
- ゲーム「エルダイスの地図」応援美女動画（2014年7月）

### 雑誌
- 美容師のための総合情報誌「re-quest/QJ」表紙（2015年6月）

### MC
- Red bull Racingcan 東京大会（2011年5月）
- 富士湖畔の映画祭2019（2019年7月26日～28日）